# Symphurus atramentatus
Symphurus atramentatus is een  straalvinnige vissensoort uit de familie van hondstongen (Cynoglossidae). De wetenschappelijke naam van de soort is voor het eerst geldig gepubliceerd in 1890 door Jordan & Bollman.
De soort werd aangetroffen in de Stille Oceaan voor de kust van Colombia.

De soort staat op de Rode Lijst van de IUCN als niet bedreigd, beoordelingsjaar 2008.